# Eremobates fisheri
Espèce
Eremobates fisheri est une espèce de solifuges de la famille des Eremobatidae.

## Distribution
Cette espèce est endémique de Californie aux États-Unis. Elle se rencontre dans le comté de Kern.

## Description
Le mâle holotype mesure 19,0 mm et la femelle paratype 22,5 mm.

## Étymologie
Cette espèce est nommée en l'honneur de Robert N. Fisher de la San Diego Field Station de l'United States Geological Survey.

## Publication originale
- Cushing & Brookhart, 2016 : Nine new species of the Eremobates scaber species group of the North American camel spider genus Eremobates (Solifugae, Eremobatidae). Zootaxa, no 4178(4), p. 503-520.